# Atlantificación del Ártico
La atlantificación del Ártico es la influencia cada vez mayor del agua del océano Atlántico en el Ártico. El agua cálida y salada del Atlántico está extendiendo su alcance hacia el norte en el océano Ártico y se mezcla con el agua fría del Ártico. Por lo tanto, el océano Ártico se está volviendo más cálido y salado y, como resultado, la banquisa (hielo marino) está desapareciendo. El proceso se puede ver en la figura del extremo derecho, donde se muestra el cambio de temperatura de la superficie del mar en los últimos 50 años, que es de hasta 5 grados en algunos lugares. Este cambio en el clima ártico es más prominente en el mar de Barents, un mar de plataforma poco profunda al norte de Escandinavia donde se encuentran las aguas del Atlántico y del Ártico. La ubicación del mar de Barents se muestra en la figura de la derecha. Este es también el lugar donde el hielo marino está desapareciendo más rápidamente de toda la región ártica, un cambio que influye en todos los organismos que viven allí y altera indirectamente el clima de todo el planeta.

## Estructura del océano Ártico

Perfiles de temperatura y salinidad en el océano Ártico. Imagen creada por Brn-Bld.

La mayor parte del océano Ártico tiene una fuerte división entre las capas oceánicas. En la parte superior hay una capa mixta de agua dulce con una temperatura cercana al punto de congelación y una salinidad de alrededor de 30 psu (unidad práctica de salinidad). Esta agua es alimentada por ríos y por el derretimiento del hielo marino. Debajo de esta agua dulce hay una capa donde la salinidad aumenta fuertemente pero la temperatura permanece baja: la capa fría de haloclina. Por debajo de esta capa, la temperatura aumenta con la profundidad por encima del punto de congelación. Esta capa que contiene este gradiente de temperatura se llama capa de picnoclina. El agua debajo es cálida y salada, traída desde el océano Atlántico por la circulación de vuelco meridional del Atlántico (AMOC por sus siglas en inglés). Esta capa es más cálida que la capa superficial, pero debido a su salinidad tiene una densidad más alta que el agua de arriba. Esto significa que esta capa es menos flotante que la capa superficial. Por lo tanto, el agua dulce fría flota en la parte superior y la haloclina a través de la cual la mezcla tiende a ser débil incluso en condiciones sin hielo y, por lo tanto, protege la superficie del calor en el agua del Atlántico. Debajo de la capa de agua del Atlántico hay una capa profunda de agua del fondo del Ártico que se extiende hasta el fondo del océano.

## Proceso de atlantificación
La creciente influencia del agua del Atlántico que fluye hacia el océano Ártico y la pérdida de estratificación hacen que el agua cálida del Atlántico se mezcle con el agua dulce en la superficie. Como se puede ver en la figura siguiente, la haloclina se debilita y, por lo tanto, el calor del agua del Atlántico llega a la superficie. Este calentamiento del agua superficial provoca un retroceso de la banquisa en invierno y una ausencia total de hielo marino en verano. La pérdida de hielo marino invernal significa que la capa de agua dulce fría en la superficie no se repone en verano al derretirse el hielo. Esto provoca una definición más débil entre las capas del océano y una mezcla más fuerte de agua del Atlántico. Además, la pérdida de hielo marino aumenta la influencia del viento, que mezcla el agua del océano cuando no hay hielo flotando encima.
Los modelos predictivos del modelo no muestran una tendencia al alza en el transporte de volumen al Ártico desde el Atlántico norte ni un aumento en la temperatura del agua que entra, lo que lleva a algunos a concluir que la atlantificación del Ártico no es causada por un proceso en el océano Atlántico, sino más bien por el forzamiento atmosférico en la región ártica, amplificado por la pérdida de hielo marino.
Sin embargo, las observaciones muestran un cambio de régimen de la capa de hielo marino invernal a aguas abiertas en el sur del mar de Barents en respuesta al calentamiento de las aguas del Atlántico. Las observaciones también revelan la creciente influencia del calor del agua del Atlántico más al este, en la cuenca euroasiática oriental, donde en los últimos años el flujo de calor del agua del Atlántico hacia la superficie ha superado la contribución atmosférica en esta región. Además, un debilitamiento observado de la haloclina durante este período coincidió con el aumento de las corrientes oceánicas superiores impulsadas por el viento, lo que apunta a una mayor mezcla.

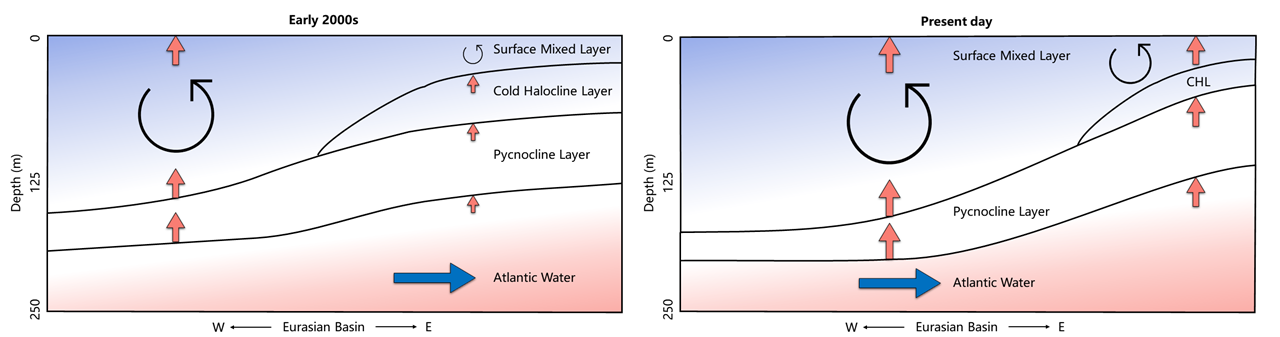
Proceso de Atlantificación en la cuenca euroasiática del mar de Barents. Las flechas rojas indican la transferencia de calor, la flecha azul indica la entrada de agua del Atlántico. Los colores rojo y azul indican agua fría y caliente respectivamente. Recreado de Polyakov et al..

## Consecuencias
Por el momento, la mayor parte del calor entrante del océano Atlántico se pierde en la atmósfera dentro del mar de Barents. Sin embargo, se espera que la temperatura en el mar de Barents aumente debido a cambios en la interacción con la atmósfera. Como resultado, el agua que fluye desde el mar de Barents entre la Tierra de Francisco José y Nueva Zembla (salida del Mar de Barents) se calentará significativamente desde -0,2 a 2.2 {\displaystyle ^{\circ }}C en 2080. Esto muestra que el agua cálida del Atlántico penetrará aún más en el océano Ártico y, en última instancia, se extenderá por toda la cuenca euroasiática, lo que provocará una reducción del espesor de la banquisa en esta región.

### Organismos
La atlantificación como parte del cambio climático en el Ártico tiene importantes consecuencias para todos los organismos que viven allí. Debido al calentamiento del mar de Barents, las floraciones de fitoplancton se adentran cada año en la cuenca euroasiática. Las especies típicas se han movido 5 grados más al norte en comparación con 1989. Además, las comunidades de peces se están moviendo hacia el norte al ritmo del cambio climático local, un proceso llamado borealización. Algunos depredadores que llegan a áreas que antes no eran lo suficientemente cálidas cambian los sistemas ecológicos del Ártico. Como resultado, los peces de la plataforma ártica están siendo expulsados y también se están retrayendo hacia el norte. Para algunas especies, la profundidad podría limitar sus opciones y esto inducirá cambios en la biodiversidad del océano Ártico. Este cambio en el ecosistema marino también influye en las especies de aves y mamíferos que viven en la región ártica. Las aves marinas, las focas y las ballenas dependen directamente de las poblaciones de peces. Los mamíferos terrestres como los osos polares viven de las focas y también dependen en gran medida del hielo marino para vivir.

### Punto de inflexión
Existe una creciente preocupación de que el Ártico se esté moviendo hacia un llamado punto de inflexión, lo que significa que el sistema pasará a un estado de equilibrio diferente si el clima pasa de un punto crítico. En el Ártico, este estado diferente podría ser uno con mucho menos o ningún hielo marino y temperaturas más cálidas.